# Hôtel de Rorthais de Marmende
L’hôtel de Rorthais de Marmande est un hôtel particulier situé à Luçon, dans le département de la Vendée.

## Histoire
Ce bâtiment est édifié comte Pierre Daniel de Rorthays de Monbail, entre 1776 et 1778. Il le cède aux Rorthays de Marmande.
Saisi comme bien national sous la Révolution, l'hôtel est vendu à Jean Cantin en 1798. Par la suite, il appartient à la famille de Chantreau.
Situé au 6 rue Alexis-Vinçonneau, il fait l’objet d’une inscription au titre des monuments historiques depuis le 2 décembre 2010.